# Lüder
Lüder is een gemeente in de Duitse deelstaat Nedersaksen. De gemeente maakt deel uit van de Samtgemeinde Aue in het Landkreis Uelzen. Lüder telt 1.254 inwoners.
- Gemeinsame Normdatei: 2149576-2
- Virtual International Authority File: 153261847
- WorldCat: E39PBJdMdDd7cwVDKfdx8mg7pP

Altenmedingen · 
Bad Bevensen · 
Bad Bodenteich · 
Barum · 
Bienenbüttel · 
Ebstorf · 
Eimke · 
Emmendorf · 
Gerdau · 
Hanstedt · 
Himbergen · 
Jelmstorf · 
Lüder · 
Natendorf · 
Oetzen · 
Rätzlingen · 
Römstedt · 
Rosche · 
Schwienau · 
Soltendieck · 
Stoetze · 
Suderburg · 
Suhlendorf · 
Uelzen · 
Weste · 
Wrestedt · 
Wriedel